# Unefón
Unéfon est une marque mexicaine de télécommunications mobiles utilisée par AT&T Mexico, une filiale d'AT&T. exclusivement pour les services prépayés. La société a été détenue en partie par Grupo Salinas et le groupe mexicain de médias Televisa, a atteint plus de 2,5 millions d'abonnés en 2006 et son réseau était en CDMA seulement, n'utilisant aucune station de base analogique. À partir de 2010, ils ont commencé à utiliser la technologie GSM et ont commencé à partager des stations et des réseaux Iusacell. Outre la société mère AT&T Mexico, le groupe compte près de 11 millions de clients au Mexique, devant des géants mexicains comme Telcel et Movistar.